# Bob Denver

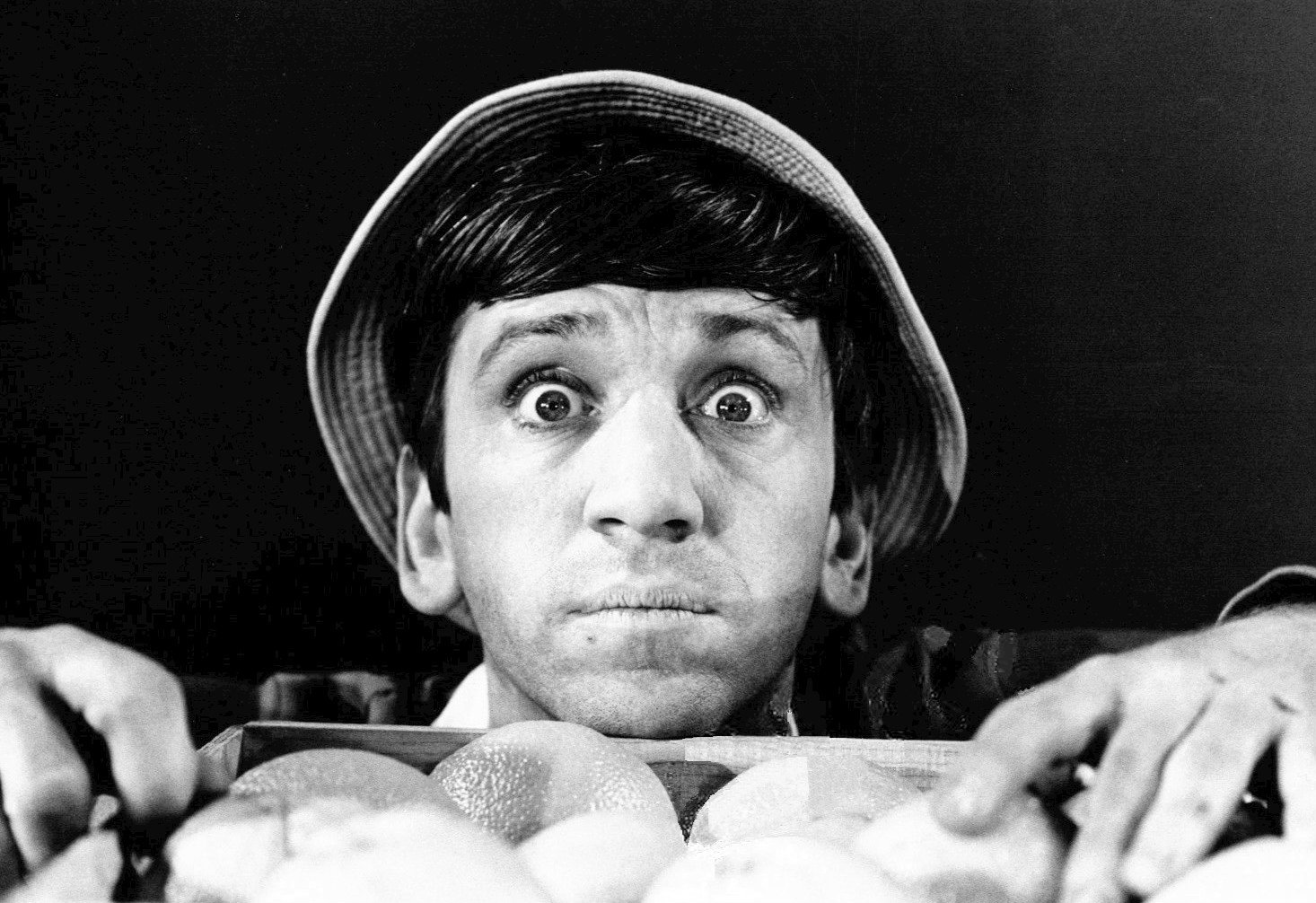
Bob Denver nel 1966

Robert Osbourne Denver, detto Bob (New Rochelle, 9 gennaio 1935 – Winston-Salem, 2 settembre 2005), è stato un attore e comico statunitense.

## Biografia
Mentre frequentava il college a Los Angeles, ottenne il suo primo ruolo come attore nel film La moglie sconosciuta (1959). Parallelamente lavorò come postino e insegnante. Tra il 1959 ed il 1963 recitò in The Many Loves of Dobie Gillis, interpretando Maynard G. Krebs. È ricordato soprattutto come protagonista della serie L'isola di Gilligan, alla quale prese parte in circa cento episodi tra il 1964 ed il 1967 (apparve anche in una puntata nel 1992).
Negli anni successivi recitò in numerosi film come Prendila è mia (1973), L'onda lunga (1968), Otto falsari, una ragazza e... un cane onesto (1967) e nelle serie TV The Good Guys e Love, American Style. Nella stagione 1973-1974 fu tra i protagonisti di Riuscirà la nostra carovana di eroi..., mentre l'anno seguente apparve in Far Out Space Nuts. Apparve in versione animata nell'episodio Marinaio Homer de I Simpson (1998).

## Filmografia parziale

### Cinema
- La moglie sconosciuta (A Private's Affair), regia di Raoul Walsh (1959)
- Prendila è mia (Take Her, She's Mine), regia di Henry Koster (1963)
- 8 falsari, una ragazza e... un cane onesto (Who's Minding the Mint?), regia di Howard Morris (1967)
- L'onda lunga (The Sweet Ride), regia di Harvey Hart (1968)

### Televisione
- L'isola di Gilligan (Gilligan's Island) - serie TV, 99 episodi (1963-1967)
- The Good Guys - serie TV, 42 episodi (1968-1970)
- Riuscirà la nostra carovana di eroi... (Dusty's Trail) - serie TV, 26 episodi (1973-1974)
- Far Out Space Nuts – serie TV, 15 episodi (1975)
- Surviving Gilligan's Island, regia di Paul A. Kaufman (2001) – film TV